# Артемиса (провинция)
Артеми́са (исп. Artemisa) — провинция Кубы, появившаяся после разделения провинции Гавана на две части. Закон об этом изменении АТД страны был принят Национальной Ассамблеей Кубы 1 августа 2010 года, а фактическое разделение состоялось 1 января 2011 года.

## География
Артемиса была крупнейшим городом и муниципалитетом бывшей провинции Гавана. Новая провинция включает в себя 8 западных муниципалитетов Гаваны и 3 восточных муниципалитета соседней провинции Пинар-дель-Рио (Байя Хонда, Канделария и Сан-Кристобаль). Административным центром и крупнейшим городом провинции является Артемиса (44 000 жителей).
Провинция Артемиса занимает третье с конца место по площади (опережая лишь город Гавана и Маябеке), но в то же время чрезвычайно густо заселена (уступая в рейтинге только городу Гавана и Сантьяго-де-Куба).

## Муниципалитеты
| №  | Муниципалитет             | Площадь, км² | Население, чел. (2011) |
| -- | ------------------------- | ------------ | ---------------------- |
| 1  | Мариэль                   | 270,85       | 44 786                 |
| 2  | Гуанахай                  | 110,26       | 28 750                 |
| 3  | Каймито                   | 239,4        | 39 304                 |
| 4  | Баута                     | 155,13       | 48 024                 |
| 5  | Сан-Антонио-де-лос-Баньос | 126,37       | 49 942                 |
| 6  | Гуира-де-Мелена           | 199,22       | 39 821                 |
| 7  | Алькисар                  | 194,36       | 32 501                 |
| 8  | Артемиса                  | 688,7        | 82 917                 |
| 9  | Байя Хонда                | 784,14       | 45 124                 |
| 10 | Канделария                | 301,42       | 20 283                 |
| 11 | Сан-Кристобаль            | 934,4        | 70 940                 |
|    | Всего                     | 4 004,27     | 502 392                |

Источник: Oficina Nacional de Estadísticas 2010.

## Экономика
Экономика провинции базируется на сельском хозяйстве: выращивание фруктов, картофеля, риса, овощей, сахарного тростника — и производстве строительных материалов (два цементных завода); также есть предприятия пищевой промышленности и энергетики. На северном побережье провинции находится важный порт Мариэль.
Провинция важна с военно-стратегической точки зрения: на её территории располагается главная база кубинских ВВС (Сан-Антонио-де-лос-Баньос), Западная база кубинских ВМС (залив Кабанас) и Военная Академия (колледж) «Антонио Масео» в Каймито.